# Regione dell'Emmental-Alta Argovia
La regione dell'Emmental-Alta Argovia (ufficialmente, in tedesco, Verwaltungsregion Emmental-Oberaargau, "regione amministrativa dell'Emmental-Alta Argovia") è una delle 5 regioni amministrative in cui è suddiviso il Canton Berna, in Svizzera.

## Storia
La regione amministrativa dell'Emmental-Alta Argovia fu creata il 1º gennaio 2010, nell'ambito della riforma amministrativa del Canton Berna.

## Suddivisione
La regione amministrativa dell'Emmental-Alta Argovia è suddivisa in 2 circondari amministrativi:
- Emmental
- Alta Argovia